# Mahmutpaşa Yokuşu
Mahmutpaşa Yokuşu ("Salita di Mahmutpaşa" in italiano) è una strada del distretto di Fatih a Istanbul. Inizia a ovest del Gran Bazar in direzione sud-nord e scende verso Tahtakale. Dal punto di vista amministrativo, rientra nei confini delle mahalle di Molla Fenari e Tayahatun. Partendo dal punto in cui si apre la Porta di Mahmutpaşa del Gran Bazar, disegna un leggero arco e termina tagliando Vasıf Çınar Caddesi a Tahtakale.

## Origine del nome
La strada prende il nome dalla vicina Moschea di Mahmut Pascià: questa fu commissionata dal Gran Visir ottomano Mahmud Pascià Angelović (morto nel 1474) durante il governo del Sultano Mehmed II nel 1462.  Il complesso della moschea contiene anche un hamam, una türbe, sebils e fontane.

## Descrizione
Ci sono molti negozi allineati su entrambi i lati del pendio, i quali nel loro complesso costituiscono il Bazar di Mahmutpaşa. La strada, dove in genere si concentrano i negozi che vendono hijab e abbigliamento per bambini, costituisce la direttrice principale dello storico Mahmutpaşa Bazaar. Oltre all'abbigliamento, anche i negozi che vendono corredi per la dote, prodotti per la circoncisione e forniture scolastiche occupano un posto importante tra i negozi del pendio. Si tratta di una strada stretta circondata da negozi in strutture irregolari e talvolta degradate. Il pavimento della salita è in ciottoli dopo i lavori di ristrutturazione effettuati all'inizio degli anni 2000. La strada è chiusa al traffico veicolare durante il giorno. In alcune ore del giorno viene aperta ai veicoli per le operazioni di trasporto dei negozianti. Sulla salita e nelle sue immediate vicinanze si trovano numerosi edifici di importanza storica. Tra questi, la Moschea di Mahmutpaşa, il Bagno di Mahmutpaşa, alcune locande storiche, bazar e masjid.